# Orania sylvicola
Orania sylvicola là loài thực vật có hoa thuộc họ Arecaceae. Loài này được (Griff.) H.E.Moore mô tả khoa học đầu tiên năm 1962.